# Digipass

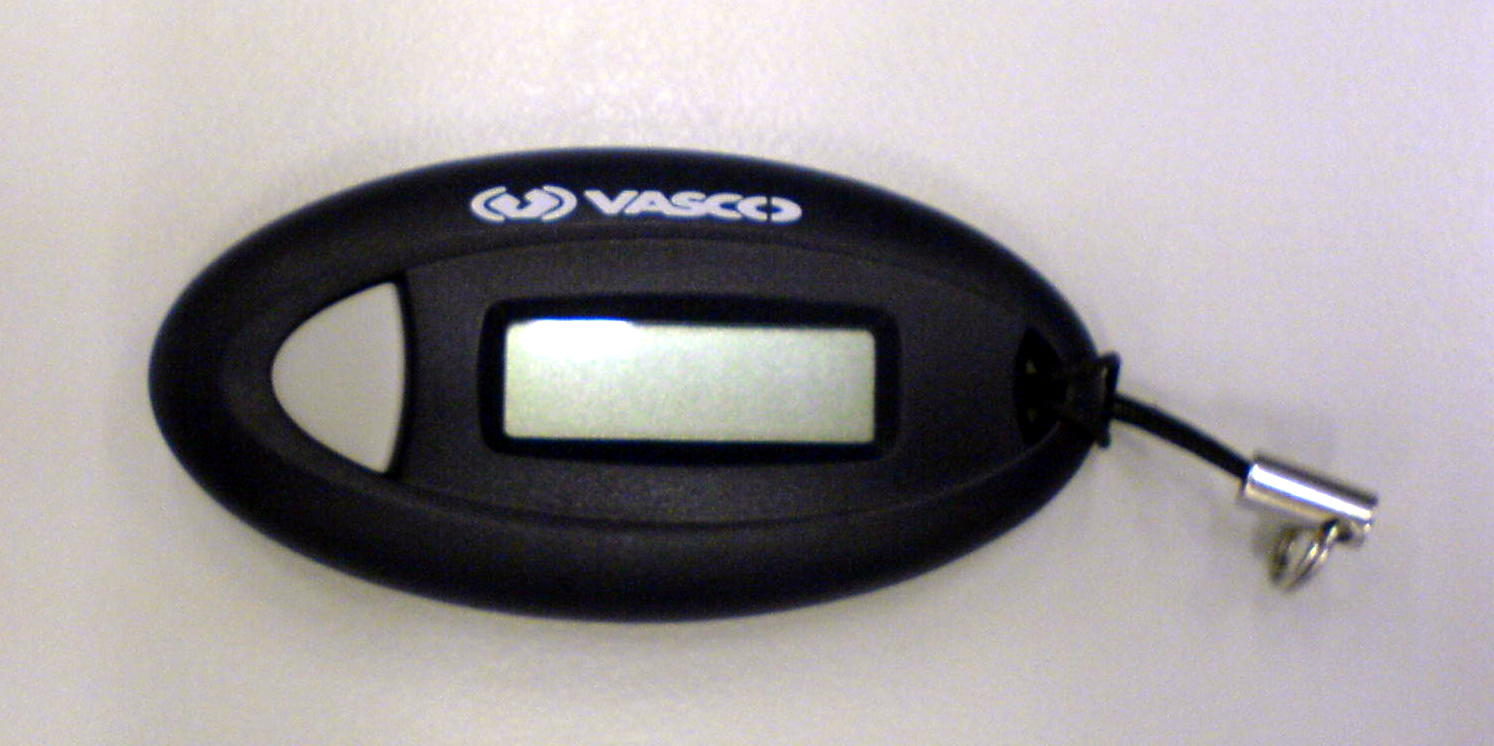
VASCO Digipass Go3

Digipass-ul este un generator de parole; în fapt, un dispozitiv portabil, de mici dimensiuni (aprox. 5 x 3 cm.) care permite autentificarea utilizatorului pe diferite aplicații online, cu parole de tip OTP (One Time Password), generate automat pe baza unui anumit algoritm.
Acest sistem are un grad ridicat de securitate, dat de faptul că respectivul cod generat va fi de fiecare dată altul. Dispozitivul în sine este protejat de un cod PIN.
Este folosit în general în aplicații financiar-bancare (online banking), comerț electronic etc.
Producătorul acestor dispozitive este VASCO.